# Natalya Rudakova
Natalya Rudakova (Leningrado, 14 de fevereiro de 1985) é uma atriz russa que nasceu em Leningrado.
Seus pais mudaram-se com ela da Rússia para Nova Iorque quando tinha 17 anos. Enquanto trabalhava como cabeleireira em um salão de beleza, ela foi descoberta por Luc Besson, o co-roteirista de Carga Explosiva 3, em Nova Iorque, quando ela atravessou a rua. Ele deu-lhe aulas de interpretação e a colocou como o papel principal feminino no filme.

## Filmografia
- 2008: Transporter 3: Valentina
- 2011: The One: Alex
- 2011: A Novel Romance: Shelly
- 2014: Waiting for a Train: Adel
- 2015: Before the Snow: Natalie